# Bioenergy Europe
Bioenergy Europe (anciennement AEBIOM ou association européenne de la biomasse) est une association professionnelle européenne ouverte aux associations nationales de la biomasse et aux entreprises de bioénergie actives en Europe . Elle a été fondée en 1990, sous la direction du sénateur français Michel Souplet dans le but de promouvoir la production d'énergie à partir de biomasse, sous toutes ses formes : bioénergie, biochauffe ou biocarburants. Bioenergy Europe est l'organisation faîtière du European Pellet Council, le Conseil européen des pellets, (EPC)  et de l'International Biomass Torrefaction Council, le Conseil international de torréfaction de la biomasse (IBTC).
Bioenergy Europe possède deux certifications internationales pour les combustibles ligneux. ENplus ® certifie la qualité des granulés de bois  et GoodChips® vise à garantir la qualité des copeaux et des bûches de bois.